# Pabellón de Israel en la Bienal de Venecia
El Pabellón de Israel en la Bienal de Venecia es un espacio artístico ubicado en la ciudad de Venecia con motivo de la Bienal de Venecia. El Pabellón, diseñado por Zeev Rechter, fue construido entre 1951 y 1952 y posteriormente restaurado por Fredrik Fogh en 1966.

## Expositores
- 1982 — Tamar Getter y Michal Na'aman.
- 1986 — Nubani Ibrahim.
- 1988 — Zadok Ben-David.
- 1990 — Ya'acov Dorchin.
- 1993 — Avital Geva.
- 1995 — Joshua Neustein y Uri Tzaig (Comisariado: Gideon Ofrat)
- 1997 — Yossi Berger, Miriam Cabessa y Sigalit Landau.
- 2001 — Uri Katzenstein (Comisariado: Yigal Zalmona)
- 2003 — Michal Rovner.
- 2005 — Guy Ben-Ner (Comisariado: Sergio Edelzstein)
- 2007 — Yehudit Sasportas (Comisariado: Suzanne Landau)
- 2009 — Raffi Lavie (Comisariado: Doreet LeVitte Harten)
- 2011 — Sigalit Landau (Comisariado: Jean de Loisy, Ilan Wizga)
- 2013 — Gilad Ratman (Comisariado: Sergio Edelstein)
- 2015 — Tsibi Geva (Comisariado: Hadas Maor)
- 2017 — Gal Weinstein (Comisariado: Tami Katz-Freiman)